# Pheidole feae
Pheidole feae är en myrart som beskrevs av Carlo Emery 1895. Pheidole feae ingår i släktet Pheidole och familjen myror. Inga underarter finns listade i Catalogue of Life.